# 科里·古德曼
科里·斯科特·古德曼（英語：Corey Scott Goodman，1951年6月29日—），美国科学家和企业家，生于芝加哥。他在斯坦福大学学习生物学，并在伯克利加州大学获神经生物学博士学位。他是旧金山加州大学教授，并曾在伯克利加州大学和斯坦福大学任教授。他还建议了一些生物技术公司的成立，如iZumi公司。古德曼是生物技术公司Renovis的创立者之一，并从2001年到2007年任该公司总裁。他Exelixis公司的创始人之一。
在2007年10月，他成为生物疗法和生物创新中心（BBC）的主席。辉瑞制药公司是BBC从属的公司，设于杜塞尔多夫，推出了多项生物疗法研究。2009年5月31日他结束了在BBC的工作，到另一家公司领导环保研究。古德曼是美国国家科学院院士，1997年曾获盖尔德纳国际奖。